# Музей історії ткацтва Чернігівщини

Традиційний ткацький верстат (реконструкція) з українського Полісся, експозиція Музею історії ткацтва Чернігівщини, смт. Козелець

Музей історії ткацтва Чернігівщини — музейний заклад з історії ткацтва Чернігівщини, створений в місті Козелець.

## Заснування закладу
Музейний заклад виник як філія обласного історичного музею ім. В. В. Тарновського 1988 року (створений за наказом обласного управління культури і туризму та наказу Козелецького районного відділу культури і туризму). Вперше для відвідин відкритий 1992 р. З 1995 року функціонує як самостійний.

## Експозиція
В експозиції представлені:
- зразки святкового одягу, зимового та літнього
- ткацькі верстати
- знаряддя праці для обробки льону
- кролевецькі та басанські рушники
- вироби з кераміки
- вироби з соломи та дерева
- настільники, рядна, скатертини, зразки полотна тощо
- зразки помислових виробів Дігтярівської ім. Восьмого Березня та Остерської ткацьких фабрик
- картини місцевих художників, світлини тощо.

Музей працює з 9 до 17 години, обід з 13 до 14. 
Вихідні: неділя і понеділок.